# The Willpower Tour
The #Willpower Tour fue la segunda gira musical del rapero estadounidense will.i.am, realizada para promover su segundo álbum en solitario, #willpower (2013). La gira fue anunciada en mayo de 2013 e incluyó conciertos únicamente en Europa. Se inició el 1 de diciembre de 2013 en París (Francia) y finalizó el 16 de diciembre de 2013 en la misma ciudad que en su inicio.

## Actos de apertura
- Conor Maynard

## Repertorio
1. Good Morning (Intro)
2. #thatPOWER
3. This is Love (feat. Leah McFall)
4. Bang Bang (feat. Shelby Spalione)
5. Crazy Kids / Something Really Bad / OMG
6. DJ Set (Work Bitch, Fall Down, I Love It, Smells Like Teen Spirit, Don't Stop the Music, Seven Nation Army, Sweet Dreams (Are Made of These) + EDM tracks)
7. Geekin'
8. Boom Boom Pow / Pump It / The Time (Dirty Bit)
9. I Gotta Feeling / IGF (FMIF Remix)
10. Heartbreaker (feat. Dante Santiago)
11. Just Can't Get Enough (feat. Leah McFall)
12. iPad Freestyle / Like That (feat. Dante Santiago)
13. Where Is The Love? (feat. Leah McFall, Shelby Spalione & Dante Santiago)
14. Where Is The Love? (Reprise for Nelson Mandela)
15. Feelin' Myself (video)
16. Scream & Shout
17. Scream & Shout (encore remix)

## Fechas
| Europa                  |            |              |                      |
| 1 de diciembre de 2013  | París      | Francia      | Zénith               |
| 3 de diciembre de 2013  | Manchester | Reino Unido  | Phones 4u Arena      |
| 3 de diciembre de 2013  | Birmingham | Reino Unido  | LG Arena             |
| 5 de diciembre de 2013  | Londres    | Reino Unido  | The O2 Arena         |
| 7 de diciembre de 2013  | Oberhausen | Alemania     | König Pilsener Arena |
| 8 de diciembre de 2013  | Ámsterdam  | Países Bajos | Heineken Music Hall  |
| 9 de diciembre de 2013  | Amberes    | Bélgica      | Lotto Arena          |
| 10 de diciembre de 2013 | Nantes     | Francia      | Zénith Métropole     |
| 12 de diciembre de 2013 | Marsella   | Francia      | Le Dome              |
| 15 de diciembre de 2013 | Amnéville  | Francia      | Galaxie              |
| 16 de diciembre de 2013 | París      | Francia      | Bercy                |